# Cyttariaceae
Cyttariaceae är en familj av svampar. Cyttariaceae ingår i ordningen Cyttariales, klassen Leotiomycetes, divisionen sporsäcksvampar och riket svampar.
| Cyttariaceae | \| \| Cyttaria \| \| \| \| \| \| Cyttariella \| \| \| \| |
|              | \| \| Cyttaria \| \| \| \| \| \| Cyttariella \| \| \| \| |
|              | Cyttaria                                                 |
|              |                                                          |
|              | Cyttariella                                              |
|              |                                                          |

|  | Cyttaria    |
|  |             |
|  | Cyttariella |
|  |             |